# Платан Райта
Платан Райта (лат. Platanus wrightii) — вид цветковых растений из рода Платан (Platanus) семейства Платановые (Platanaceae).
Известен в культуре только в США и Мексике.

## Распространение и экология
В природе ареал вида охватывает Северную Америку — юго-запад штата Нью-Мексико, юг штата Аризона (США) и штат Чиуауа (Мексика).
Произрастает по берегам рек и в каньонах, поднимается до 2400 м над уровнем моря.

## Ботаническое описание
По внешнему облику достаточно близок к платану кистистому (Platanus racemosa), представляет собой дерево достигающее высоты в 25 м. Главный ствол прямой, высотой до 6—12 м, диаметром 1,5 м или почти от основания разделяющийся на 2—3 вторичных ствола. Крона широкой куполовидная.
Листья более тонкие и менее густо опушённые, чем у платана кистистого, в поперечнике 15—20 см, более чем до середины рассечённые на три—семь, чаще на пять ланцетных, острых и, обычно, цельнокрайных лопастей, в основании сердцевидные или, нередко, глубоко сердцевидные, или усечённые.
Плодовые головки гладкие, диаметром около 2 см, каждая на короткой ножке, собраны в кисти по 2—4.
Зрелые семянки голые, с усечённой или округлой верхушкой и целиком отпадающим столбиком.

## Таксономия
Вид Платан Райта входит в род Платан (Platanus) семейства Платановые (Platanaceae) порядка Протеецветные (Proteales).
|  |                                      |  |                                                             |                                                             |                      |  | ещё одно семейство, Лотосовые (согласно Системе APG II) |  |  |                   |                  |
|  |                                      |  |                                                             |                                                             |                      |  |                                                         |  |  |                   |                  |
|  |                                      |  |                                                             | порядок Протеецветные                                       |                      |  |                                                         |  |  |                   | вид Платан Райта |
|  |                                      |  |                                                             | порядок Протеецветные                                       |                      |  |                                                         |  |  |                   | вид Платан Райта |
|  | отдел Цветковые, или Покрытосеменные |  |                                                             |                                                             | семейство Платановые |  | род Платан                                              |  |  |                   |                  |
|  | отдел Цветковые, или Покрытосеменные |  |                                                             |                                                             |                      |  | род Платан                                              |  |  |                   |                  |
|  |                                      |  | ещё 44 порядка цветковых растений (согласно Системе APG II) | ещё 44 порядка цветковых растений (согласно Системе APG II) |                      |  |                                                         |  |  | ещё более 5 видов |                  |
|  |                                      |  |                                                             | ещё 44 порядка цветковых растений (согласно Системе APG II) |                      |  |                                                         |  |  |                   |                  |